# Megafauna
I zoologien er megafauna (fra oldgræsk mégalo "stor" + latin fauna "dyr") store eller kæmpestore dyr. Ofte defineres megafauna som dyr med størrelser over 40-44 kg  dog nogle gange medregnes kun dyr med vægt på over et ton. Megafauna inkluderer således ofte dyr som hjorte og mennesker.
Betegnelsen bruges dog særligt om den pleistocæne megafauna – de store landpattedyr som karakteriserede den pleistocæne periode, og som ofte er større end deres moderne efterkommere. Pleistocæn megafauna inkluderer de velkendte istids pattedyr såsom megafauna ulv, mammut, kæmpedovendyr og de forhistoriske heste. I Europa, Asien, Australien og det amerikanske kontinent uddøde mange af disse landpattedyr i perioden fra 10,000 til 40,000 år siden. Betegnelsen bruges dog også ofte om de nulevende store landpattedyr såsom elefant, giraf, flodhest, næsehorn og bøffelarter.